# 吳健 (企業家)
吳健（1953年—）是一名華裔美國企業家和硬體工程師。吳健和她的丈夫曹英偉共同創辦了Linksys公司，這是一家消費類家庭網絡的先驅，並在2003年以5億美元的價格將該公司出售給思科系統。

## 生平
吳健出生於臺灣，就讀淡江大學應語文學系。在大學裡，他遇到了未來的丈夫與商業夥伴曹英偉。他們後來在美國結婚。
1975年，吳健移居美國，接受西爾斯·羅巴克公司的資訊技術職位，在那裡工作了8年多。後來，她在TRW和卡特·霍利·海爾公司擔任系統經理。1977年，吳健和她的丈夫搬到芝加哥，在那裡他們上了研究生院。他們後來在加州定居。

## Linksys

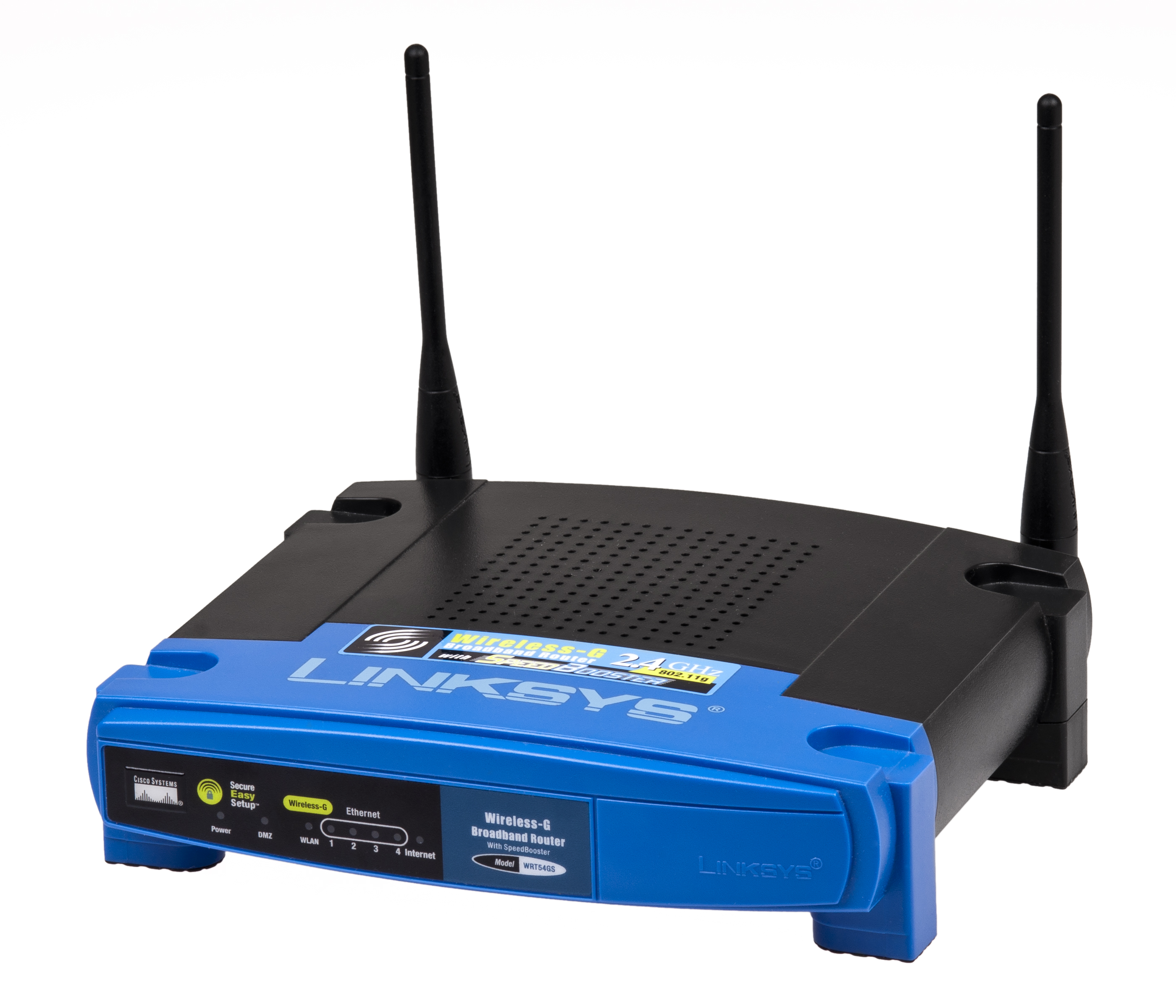
802.11g無線Linksys路由器

1988年，曹氏夫婦有了一個想法，要做一個能讓多台電腦共享一台印表機的產品。他們創辦了DEW國際公司，後來改名為Linksys，並以自己的積蓄為公司提供資金。該公司是在曹氏夫婦在加州爾灣的家中的車庫裡成立的。吳健辭去了她的工作，全職經營公司。這對夫婦來說是一場賭注，當時他們有兩個剛學會走路的兒子，分別為2歲和4歲。該公司的產品取得了不小的成功，到1991年，它產生的利潤足以讓曹英偉也辭去在塔可貝爾的工作，全職從事該公司的工作。
吳健負責公司的銷售工作，並負責說服主要零售商Fry’s連鎖電器城和百思買分別在1995年和1996年銷售Linksys產品。這些都是Linksys的關鍵突破，1996年其收入翻了兩倍，達到2150萬美元，兩年後又翻了兩倍，達到6560萬美元。她開發了Linksys的零售渠道，並監督公司的分銷、電子商務和國際渠道市場戰略和計劃的發展。她還制定了Linksys的寬帶戰略，與有線電視和電信公司合作，「通過有線或無線解決方案向全國的PC用戶提供高速網際網路共享接入」。
2003年，曹氏夫婦將公司賣給思科系統，交易價值為5億美元。他們繼續作為高級副總裁為思科系統工作，直到2007年，他們從企業生活中退休 ，並將重心轉移至他們在2005年成立的投資公司Miven Venture Partners上。
2000年，吳健被橙郡商業協會評為年度企業家。2002年，她被授予橋門20獎。。2004年，吳健和曹英偉被《Inc.》雜誌評為年度企業家。她是2005年安妮塔·博格研究所頒發的ABIE技術領導獎得主。

## 個人生活
吳健和曹英偉有兩個兒子，麥可和史蒂芬。透過曹氏家族基金會，他們與亞裔美國媒體中心合作，製作了一部關於「促進理解和溝通」的紀錄片。